# Anyphaena autumna
Anyphaena autumna là một loài nhện trong họ Anyphaenidae.
Loài này thuộc chi Anyphaena. Anyphaena autumna được Norman I. Platnick miêu tả năm 1974.